# تساقط الأغصان

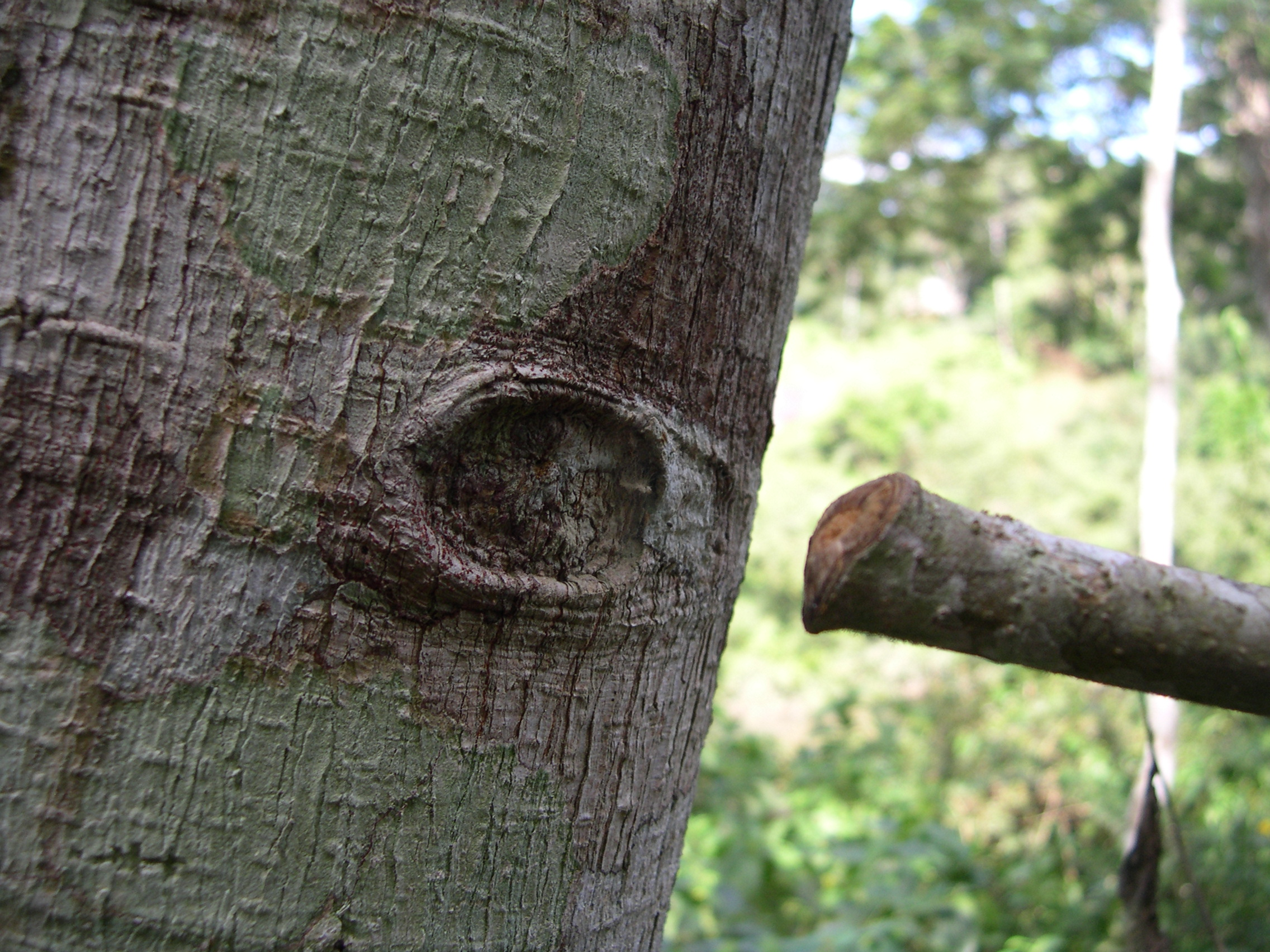
ندبة على جذع نبات الكستيلية حيث تم إسقاط الفرع

تساقط الأغصان أو تساقط الفروع (الاسم العلمي: Cladoptosis) هي عملية التخلص من الأغضان العادية في النبات. وهي مماثلة للعملية المألوفة لتساقط أوراق الشجرة العادية في حالة الأشجار النفضية. كما هو الحال في عند تساقط الورقة تتشكل طبقة انفصال ويتساقط الغصن بسلاسة.

## وظائف تساقط الأغضان
من المعتقد أن لتساقط الأغضان ثلاث وظائف ممكنة: التقليم الذاتي (أي شيخوخة النباتات المبرمجة) والاستجابة للجفاف (خصائص النباتات المتحملة للجفاف) وكدفاع للنبات ضد غزو وتسلق نباتات الليانة له.